# Carol Feeney
Carol Feeney   (Oak Park, 4 d'octubre de 1964) és una ex-remadora estatunidenca que va competir durant les dècades de 1980 i 1990.
El 1992 va prendre part en els Jocs Olímpics de Barcelona, on guanyà la medalla de plata en la competició del quatre sense timoner del programa de rem. Formà equip amb Shelagh Donohoe, Cynthia Eckert i Amy Fuller.